# Show Your Colors
Show Your Colors è il quarto album in studio del gruppo death metal finlandese Amoral, pubblicato nel 2009.

## Tracce
1. Random Words – 1:51
2. Release – 5:50
3. A Shade of Gray – 4:10
4. Year of the Suckerpunch – 5:04
5. Perfection Design – 3:58
6. Sex N' Satan – 2:47
7. Song for the Stubborn – 3:21
8. Vivid – 4:02
9. Gave Up Easy – 4:02
10. Last October – 3:13
11. Exit – 6:23

## Formazione

### Gruppo
- Ari Koivunen - voce
- Ben Varon - chitarra
- Silver Ots - chitarra
- Juhana Karlsson - batteria
- Pekka Johansson - basso

### Altri musicisti
- Mika Latvala - piano (10)